# Sôsos de Pergame
 (juillet 2025).
Si vous disposez d'ouvrages ou d'articles de référence ou si vous connaissez des sites web de qualité traitant du thème abordé ici, merci de compléter l'article en donnant les références utiles à sa vérifiabilité et en les liant à la section « Notes et références ».

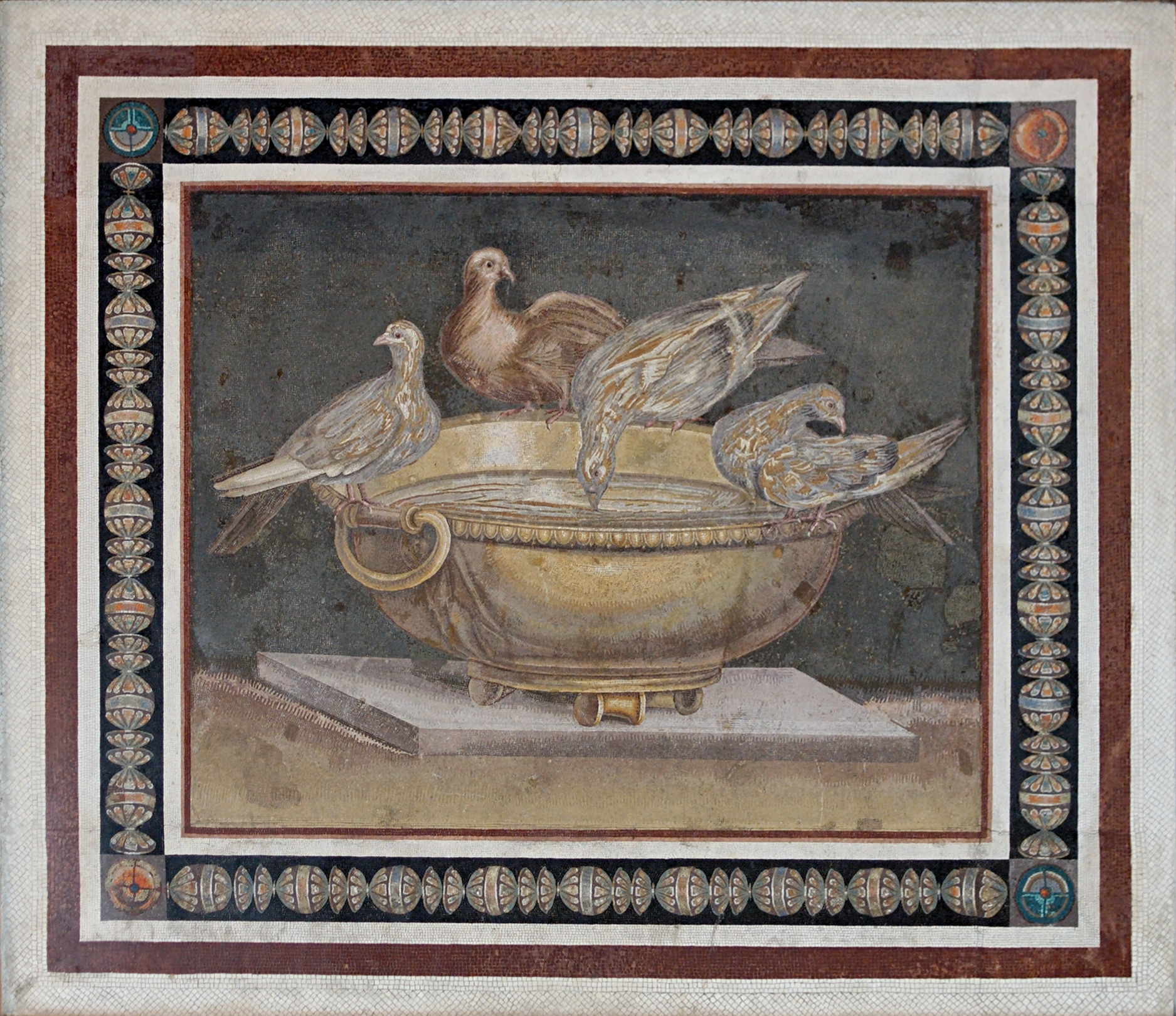
Emblema en mosaïque représentant des colombes. Copie romaine d'après un original du Provenance, villa Hadriana

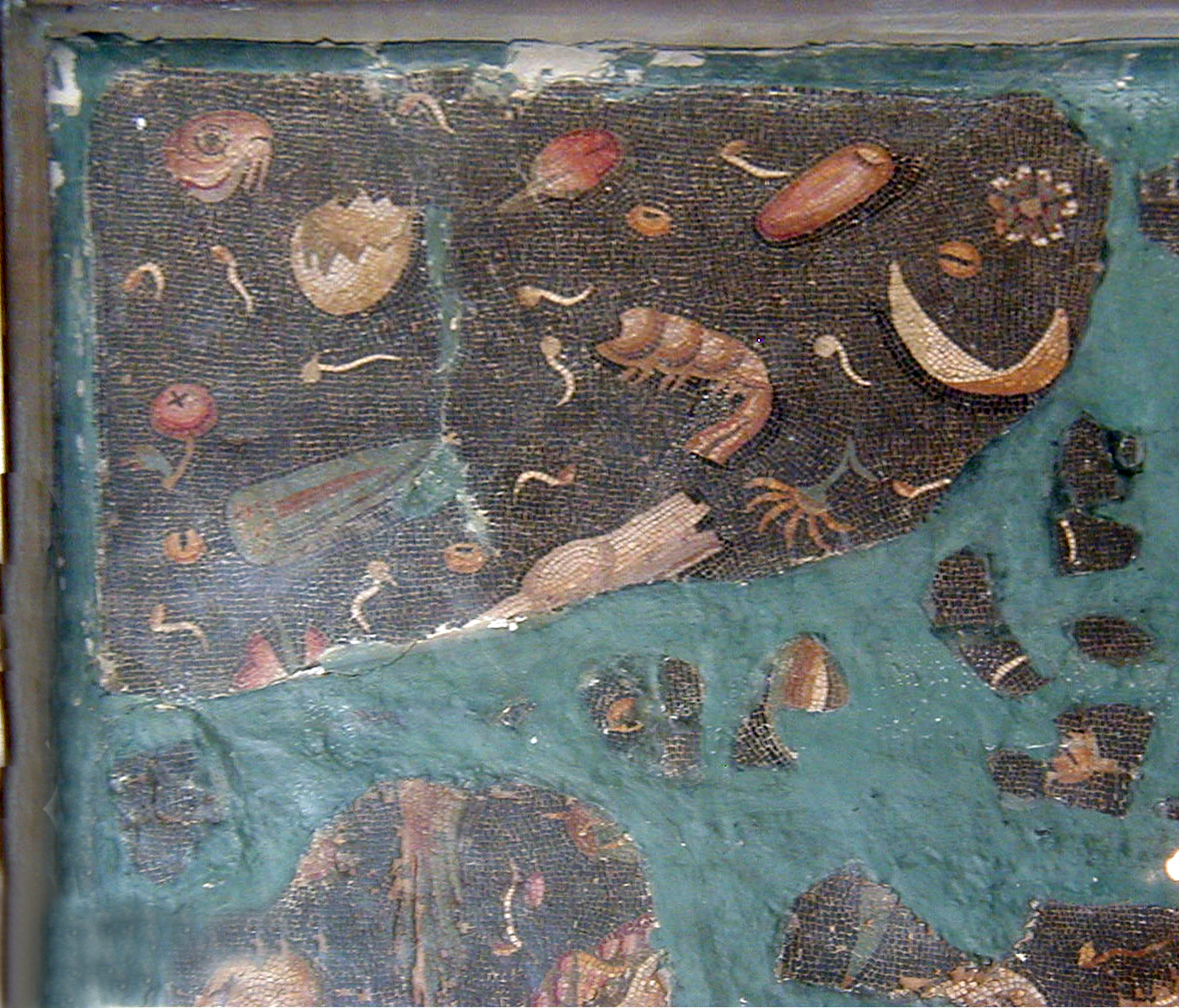
Mosaïque d'Oudna reprenant le motif dit asarotos oïkos, musée national du Bardo

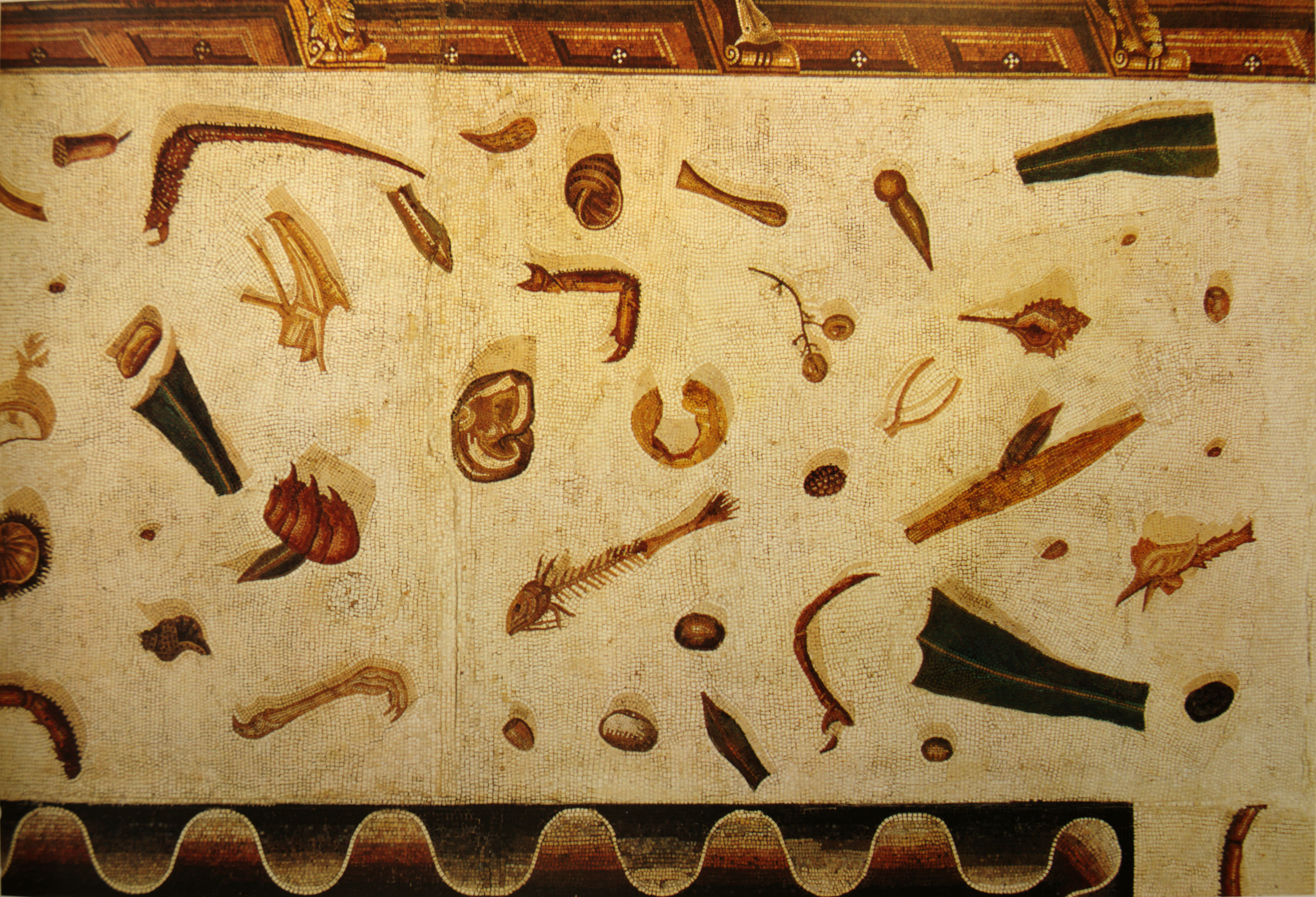
Restes du banquet, ou la Salle non balayée, copie de l'œuvre de Sôsos

Sôsos de Pergame était un mosaïste de l'époque hellénistique du IIIe et IIe siècles av. J.-C., seul dont le nom soit passé à la postérité du fait qu'il est cité par Pline l'Ancien, Histoire Naturelle, XXXVI, 60. Certains des thèmes en sont connus, du fait que des copies de ses œuvres ont été réalisées à l'époque impériale. Son œuvre la plus connue aurait été nommée asarotos oïkos ou « la chambre mal balayée » et est connue par une copie du IIe siècle apr. J.-C.